# Gelehrtenfamilie
Gelehrtenfamilie bezeichnet eine Familie, die mehrere bedeutende Gelehrte (Wissenschaftler) hervorgebracht hat.
Waren die Gelehrten der Familie überwiegend in einem bestimmten Fach tätig, so kann ein Unterbegriff zu dem Begriff Gelehrtenfamilie gebildet werden, indem das Grundwort Familie durch die Berufsbezeichnung näher bestimmt wird (z. B. Mathematikerfamilie).
Übernationale Bekanntheit haben u. a. folgende Gelehrtenfamilien erlangt:
- die Mathematikerfamilie Bernoulli,
- die Familie Feuerbach,
- die Historikerfamilie Mommsen und
- die Familie Huxley.